# 29 juin 1965
Le mardi 29 juin 1965 est le 180e jour de l'année 1965.

## Naissances
- Albert Cohen, mathématicien français
- Brian Lawton, hockeyeur sur glace américain
- Cristina Sciolla, patineuse de vitesse sur piste courte italienne
- László Fidel, kayakiste hongrois
- Marie Thérèse Mukamulisa, juriste rwandaise
- Martine Fournier, personnalité politique belge
- Matthew Weiner, scénariste américain
- Panagiotis Karatzas, joueur grec de basket-ball
- Takao Shimizu, producteur et développeur de jeux vidéo japonais
- Tripp Eisen, guitariste américain
- Véronique Laury, femme d'affaires française
- Virginie Raisson-Victor, géopolitologue et prospectiviste française

## Décès
- Eric Backman (né le 18 mai 1896), athlète suédois spécialiste des courses de fond
- Ernst Bernhard (né le 18 septembre 1896), médecin allemand
- Joseph Ryelandt (né le 7 avril 1870), compositeur, directeur du Conservatoire royal de musique de Bruges
- Taïeb Mehiri (né le 25 juillet 1924), homme politique tunisien